# Hold Up
Hold Up is een nummer van de Amerikaanse zangeres Beyoncé uit 2016. Het is de derde single van haar zesde soloalbum Lemonade.
Het nummer bevat samples uit Can't Get Used to Losing You van Doc Pomus en Mort Shuman, uit Maps van Yeah Yeah Yeahs en uit Turn My Swag On van Soulja Boy. Het nummer werd een bescheiden hit in Noord-Amerika en Europa. In de Amerikaanse Billboard Hot 100 haalde het de 13e positie. In Nederland haalde het de tweede positie in de Tipparade, en in Vlaanderen de eerste positie in de Tipparade.